# Canon de 5 pouces/25 calibres
Le canon de 5 pouces/55 calibres est un canon antiaérien de calibre 127 mm produit par la Marine américaine pour équiper les batteries antiaériennes de ses croiseurs à partir des années 1920.

## Conception
Le canon de 5 pouces/55 calibres est très différent de son prédécesseur direct, le canon de 5 pouces/51 calibres. Construit pour une utilisation strictement antiaérienne, il est plus léger (moins de deux tonnes contre plus de cinq tonnes) et possède une inertie moindre, ce qui le rend plus maniable et permet d'atteindre la position désirée plus rapidement. En contrepartie, la vitesse à la bouche est moins élevée (643 m/s contre 960 m/s), mais jugée suffisante pour l'utilisation qui en est faite. Les premières variantes, les Marks 10, 11 et 13 sont conçues pour équiper les navires de surface, alors que la Mark 17 est conçue pour être montée sur des sous-marins.

### Marks 10, 11, 13
Les premiers essais ont lieu en utilisant un canon de 5 pouces/40 calibres raccourci et modifié. La première variante, la Mark 10, dispose d'un canon monobloc autofretté encastré dans son affût. D'une longueur de 25 calibres (3,175 mètres), le canon pèse 1 937 kilos avec son affût. Son plafond d'utilisation est de 8 352 mètres à un angle de 85°, et sa portée maximale sur cible terrestre est de 13 260 mètres. La Mark 11 voit l'apparition d'un plaquage en chrome, et la Mark 13 dispose d'une conception différente au niveau de la liaison entre le canon et l'affût.

### Mark 17
La variante Mark 17 est prévue pour être montée sur des sous-marins. Le métal utilisé est différent, et un alliage cuivre-nickel moins sujet à la corrosion de l'eau salée est utilisé pour les frettes. Son affût et son point de montage sont aussi adaptés à son utilisation.

## Utilisation
Le canon de 5 pouces/55 calibres est utilisé sur trois porte-avions, les USS Lexington, Saratoga et Ranger, ainsi que sur plusieurs classes de croiseurs lourds et légers. Sa variante Mark 17 est quant à elle montée sur plusieurs sous-marins. Certains de ces derniers sont vendus à plusieurs marines étrangères après-guerre, et la marine argentine se servira de l'un d'eux durant la guerre des Malouines.
| Variante            | Navires |
| ------------------- | --- |
| Marks 10, 11 et 13, | Porte-avions : Lexington, Saratoga et Ranger Cuirassés : classes Nevada, Pennsylvania, New Mexico, Tennessee et Colorado Croiseurs lourds : classes Pensacola, Northampton, New Orleans et Portland Croiseurs légers : classe Brooklyn |
| Mark 17             | Sous-marins : classes Balao et Tench. |